# Іжорський завод (платформа)
Іжорський завод — залізнична платформа на московському напрямку Санкт-Петербурзького відділення Жовтневої залізниці. Розташовується в місті Колпіно в межах Санкт-Петербурга, поблизу виробничих будівель однойменного заводу.
На платформі зупиняються більшість прямуючих через неї приміських електропоїздів.